# Thylacanthus ferrugineus
Thylacanthus ferrugineus är en ärtväxtart som beskrevs av Louis René Tulasne. Thylacanthus ferrugineus ingår i släktet Thylacanthus och familjen ärtväxter. Inga underarter finns listade i Catalogue of Life.